# Christinna Pedersen
Christinna Pedersen (n. 12 mai 1986, Aalborg, Danemarca) este o jucătoare de badminton ce a reprezentat Danemarca, medaliată olimpică. A participat la 2 ediții ale Jocurilor Olimpice (2012, 2016) în care a câștigat o medalie de bronz.